# マウス (コンピュータ)

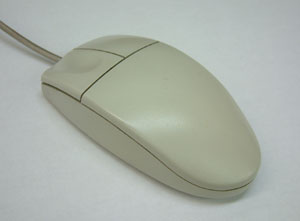
2ボタン型・ボール式マウス

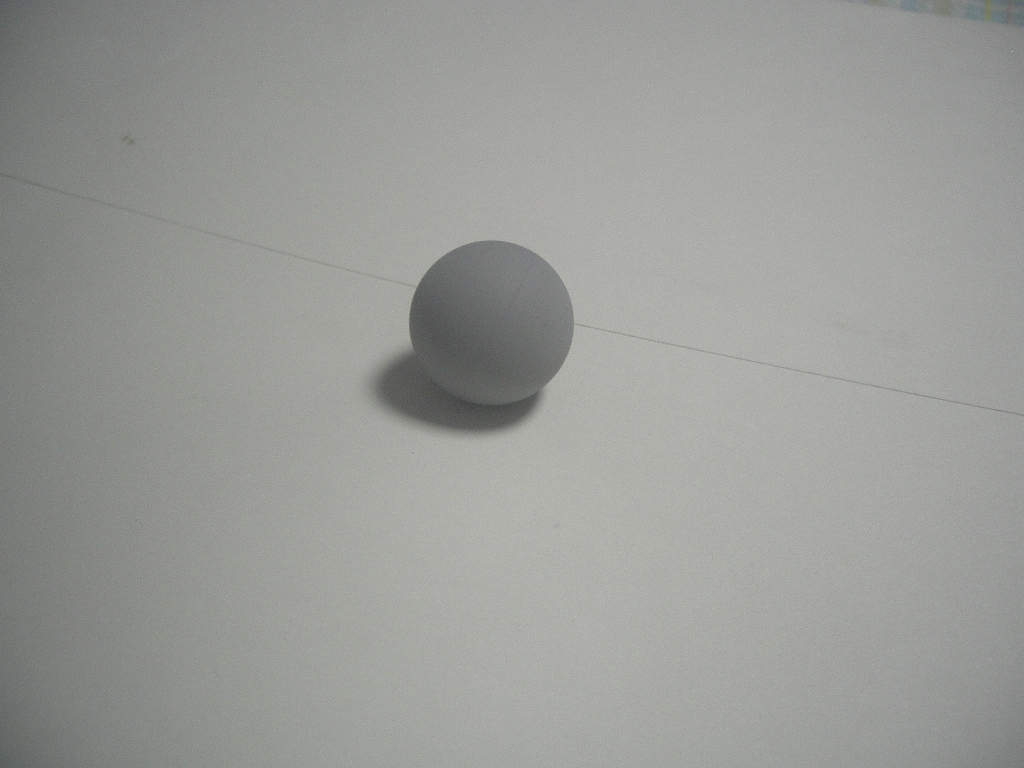
マウスボール

マウス（英: mouse）とは、コンピュータの操作全般に用いられる入力機器の一つであり、画面上に表示された物の場所を指し示して選択するための装置（ポインティングデバイス）の一種である。キーボードとともに広く使われる。

## 概要

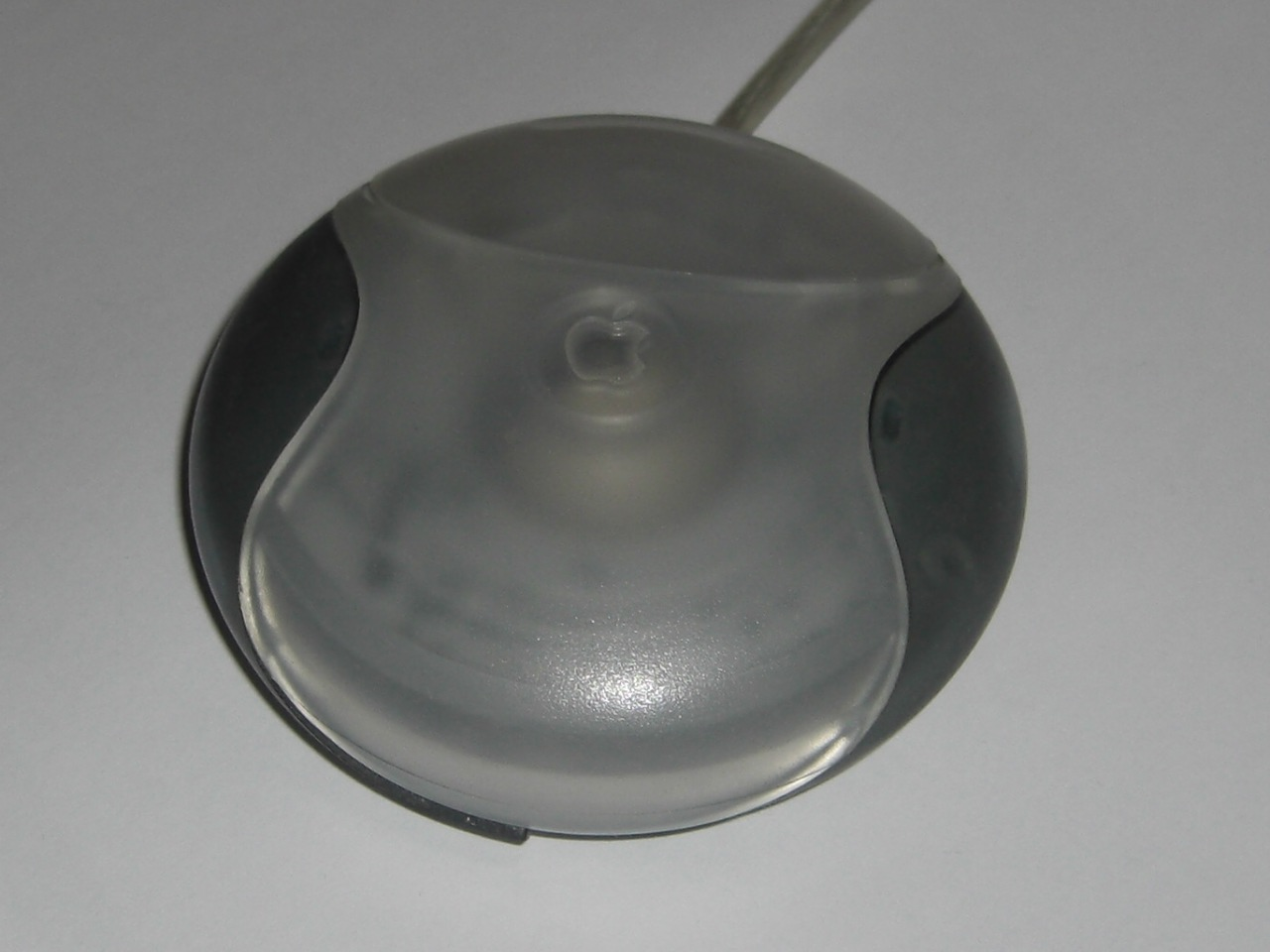
1ボタン型・ボール式マウス（初期のPower Mac G4付属品）

本体を手に持って机などの平面上を移動させ、接触式ないしは非接触式のセンサで移動を検知し、2次元の縦横それぞれの移動をコンピュータへ伝える（加速度センサにより3次元の移動を感知する3Dマウスといったようなものや、絶対座標を指示するタイプのものもあるが、一般的ではない）。
マウスという呼称は、形状がネズミに似ていたことから名付けられた。
マイクロソフトが製作した試作品（本体は白色）は左右のボタン（緑色）を耳に、電線（黒色）を尾に見立ててマウスと呼んでいた。だが量産前に電線は指先側に、本体はベージュ色に変更されている。これは、ひじの下にコードが隠れる形になり、マウスを手前に引いた時にコードを予期せずに踏んでしまい、使用に不便を感じたからである。現在のマウスはメーカーによらず、もっぱら指先側に電線（コード）が付いている。
2.4GHz無線通信が一般解放されてからは、（Bluetoothなどの）無線によるコードレスマウス（ワイヤレスマウス、無線マウス）も普及している。
英語の複数形は生物のネズミと同じ mice とすることが多いが mouses とすることもある。
ワークステーションをはじめ、1980-90年代以降はパーソナルコンピュータのグラフィック性能も強化され、GUIが一般的になると、GUIにおける標準のポインティングデバイスとして普及した。家庭用ゲーム機では、スーパーファミコンなどにも存在し、近年はUSBインターフェースにより市販品を使用可能だが、商品の性質上ゲームパッドや周辺機器での操作しか想定されていないこともあり、対応ゲームはそう多くなく、マウスを必須とするようなゲームは家庭用ゲーム機にはほとんどない。
一般的にマウスの形状は、手全体をマウスに覆い被せるようにして持つこと（いわゆる「かぶせ持ち」）を前提としてデザインされる。人によっては手を前に出し、爪を立てるような持ち方（いわゆる「つめたて持ち」）や、手のひらを当てずに指先だけで持つ（いわゆる「つまみ持ち」）例も見られる。

### マウスポインタ
オペレーティングシステムによっては、マウスの移動速度が速い場合や加速度が大きい場合に、ポインタをマウスの移動距離よりも大きく移動させる機能がある。これによって、ポインタの座標とマウスの実際の位置とは対応しなくなるが、より「動かす」感覚に近くポインタを移動できると感じるユーザーもいる。この場合、マウスはポインティングデバイスではなく、『ポインタを移動させるデバイス』として捉えられていると言えよう。また、マウス位置とポインタ座標が対応している方が、正確にポイントしやすいと感じるユーザーもいる。

### ボタン

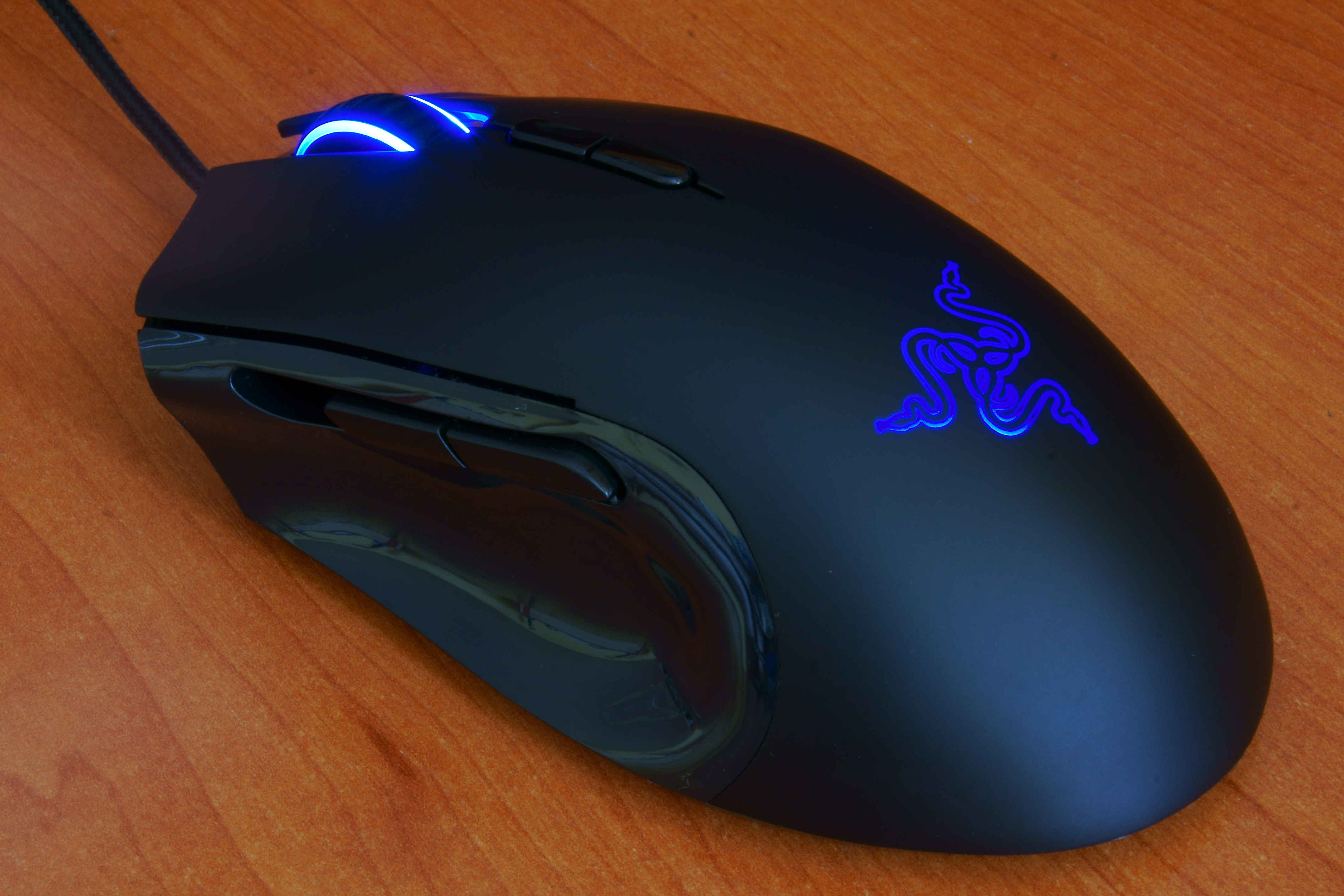
Razer製のゲーム用マウスの例
上面中央と側面にボタンが2個ずつ追加されている。

マウスのボタンは、Macintoshでは1つまたは4つ、PC/AT互換機では2つから5つ、UNIXマシンでは3つのボタンがついていることが多い。このボタンを押すことをクリック、ボタンを押しっぱなしにすることをプレス、またプレスしながらマウスを動かすことをドラッグという。そうしてドラッグしたものからボタンを離すことをドロップという。ドラッグとドロップでドラッグアンドドロップ（しばしばD&DあるいはDnDと略される）ということがある。
Windows向けの場合、Windowsの標準では左ボタンはクリック（項目選択・決定）やドラッグ、右ボタンはコンテキストメニューの表示に主に使われる。1999年に発売されたマイクロソフトのIntelliMouse Explorerにはサイドボタンと呼ばれる2つのボタンが側面に搭載され、それ以降は1つまたは2つのサイドボタンを備える高機能なマウスも普及している。サイドボタンは通常ウェブブラウザ・Windows Explorer等の「戻る」「進む」機能に割り当てられるが、マウスのベンダーから提供されるドライバユーティリティを使用すれば好みの機能にカスタマイズできる場合がある。ゲーム向けの高級機種として、より多くのボタンを備えた製品もある。
ボタンだけでは充分な快適性が得られないとして、ホイール（車輪）やトラックボールが表面に付いているものもある（後に詳述）。また、特定のディジタイザ上のみで使用可能なマウス型デバイスといったものも存在する（ワコム製タブレットなど）。

### 移動量検出方式

#### 機械式
マウスの移動に伴って回転する部材と、その回転を検出する検出器を内蔵し、検出結果からマウスの移動方向と移動量を検出する方式。典型的な方式は、ボールと加算式光学ロータリーエンコーダを使用したボールマウスである。ボールマウスが一般的になる以前は、ボールの代わりに2枚の円盤を用いたもの、回転運動の検出に可変抵抗器を使用したものなどがあった。
ボールのころがり（モーメント）による独特の操作感があるが、機械的な構造上ある程度の滑りは避けられず、またボールが机上の埃を巻き込んでしまい内部に蓄積するなどで定期的な分解清掃といったメンテナンスが必要となる。
また、小中学校にパソコンが導入されて以降は生徒がマウスのボールを外して使用不能にしてしまうといういたずらが多発したため、その対策として光学式に置き換える学校もあった。また、補修用にボール単体での販売も行われていた。当初普及したマウスのボールは金属製そのままだったため、使用していると錆びると言う事態になったのである。そのため補修用ではゴムでコーティングしたボールが販売されている。

#### 光学式
ボールなどの可動部を持たず、LEDなどの光源と光学センサにより移動を直接検出するマウス。リチャード・リオンとスティーブ・キルシュの2名が、それぞれ1980年に別個に発明した。この当時の光学マウスは、受光部の解像度が低く、格子模様や点が描画された専用のマウスパッドを必要とした。高額であったこともあり、ワークステーションやCADといった業務用途での使用が主であった。
マウスパッドが不要なタイプが普及したのは、1999年にマイクロソフトがIntelliMouse Explorerを発売して以降である。通常は、赤色LEDで可視光を底面に照射し、カメラセンサーでその動きを検出することで動作する。カメラセンサーの搭載によりマウスパッドが不要となったが、透明なガラス板や光沢面などの上では全く動作が検出できなかったり、不安定だったりする場合がある。FPSゲーム等で安定性や応答速度を求める層向けに、光学式マウスと相性の良いマウスパッドが市販されている。その後、光源として消費電力の少ない赤外線LEDを使用したものが登場している。
2004年9月、ロジテック（ロジクール）が赤外線レーザーを使用したマウス（レーザーマウス）を発表した。LEDよりも精度が高く、光学式マウスが苦手としていた光沢面でも動作検出が可能となっている。数年後には比較的安価に販売されるようになったが、リフトオフディスタンス（マウスを持ち上げても反応する距離）が長く、光学式の性能が大幅に向上したため、あまり普及しなかった。2020年現在では一部の高級機に使われるにとどまっている。
2008年9月、マイクロソフトが青色LEDを使ったBlueTrackマウスを発表した。青色光は赤色光と比べて波長が短く拡散率が高いため、わずかなホコリや凹凸を検出することができる。動作検出精度が高く、かつリフトオフディスタンス（マウスを持ち上げても反応する距離）が短い。詳細についてはBlueTrackを参照。ちなみに青色LEDを使用したマウスはこれより以前にも存在し、2000年12月発売のCMS-OP/UP（センチュリー）、2003年11月発売のM-BGUP2RLBU（エレコム）等がある。
2009年8月、ロジクールが暗視野顕微鏡の技術を応用した「Darkfieldレーザーセンサー」を搭載したマウスを発表した。動作検出精度は非常に高く、従来の方式では動作しなかった透明なガラス板などの上でも動作が可能になっている。エレコムが2011年12月に発表したマウスに搭載された「Track on Glass（ULTIMATE）レーザーセンサー」も同様の技術。

## ホイール

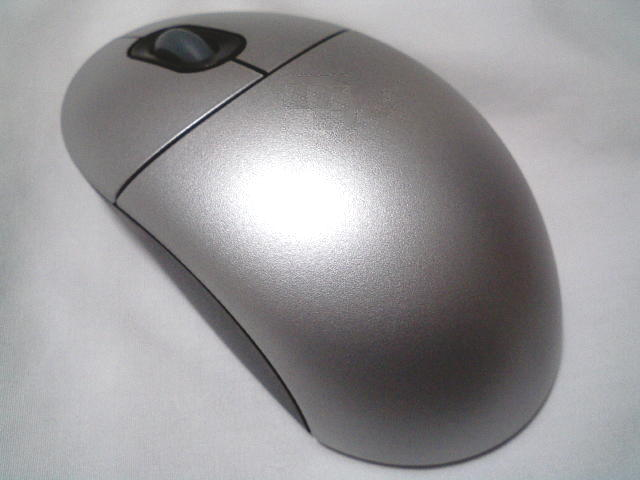
2ボタン型・ホイールマウス

マウスにおけるホイールは、ポインタ移動とクリック・ドラッグによる操作だけでは煩雑な処理を補助するために設けられた機構である。標準的な2ボタンマウスの場合は、通例左ボタンと右ボタンの間に保持され、人さし指、または中指による前後方向の回転移動を行う。1996年にマイクロソフトが発売したIntelliMouseで初めて多くの消費者に認知され（KYE（Geniusブランド）の「EasyScroll」が先行製品である）同社がWindows 95やOffice 97などを対応させ普及に弾みをつけた。

### 原理と動作
ホイールは一次元縦方向の回転量を検出し、それを何らかの操作の移動量と結びつける。マウスのポインタ移動と異なり、マウス自体は移動しない。また原理上、動作はいくらでも続けられる。
ホイールを下に押して、クリック操作ができるものも多い。多くの場合、それはホイール状態をロックしてポインタ移動と同期するか、または回転のメタファーから状態のトグルを表す操作に対応する。いずれにせよ、ホイールは比較的クリックしにくい構造であり、通常は頻繁に利用する動作が割り当てられることはない。
ワークステーションでは、ホイールマウス誕生以前から3ボタンマウスが一般的であったが、ホイールマウスがワークステーションやPC-Unixでも使われるようになった後は、ホイールのクリックに、従来の中ボタンの操作を当てるようになった。このためPC用でも、元がワークステーション用だったりするようなCAD等のソフトでは、元々のワークステーション用の中ボタンの機能をホイール押下に割り当てていることがある。ペースト操作用として多用される場合があるが、ホイールの押下の検出には多用されない前提のスイッチが使われていることがあり、劣化が早いことがある。

一般のユーザーにおいては、ブラウザやワープロなどのソフトにおいて画面に入りきらない情報をウインドウ内でスクロールするために用いることが圧倒的に多く、そのためホイール操作は画面スクロールと同期される場合がほとんどである。これはプログラミングあるいはデバイスドライバの設定により挙動を変更できる。
中クリックあるいはホイールクリックへのアサインは、タブブラウザが普及してからは新しいタブを開く・タブを閉じるなどの挙動が定着した。その延長上でWindows 7のタスクバーでは、タスクスイッチを中クリック/ホイールクリックすると、そのアプリケーションの新しいウィンドウあるいはタブが開く。
コントロールキーを押しながらホイールを回すと、ウィンドウ内の表示倍率を拡大/縮小する挙動が一般的である。Internet Explorerなど一部のアプリケーションでは、シフトキーを押しながら回すと履歴の戻る・進むの機能が行われる。
ホイールボタンの定着の弊害として、ホイールマウスで代用が可能であることから、従来のワークステーション用マウスと同様の3ボタンマウスの流通が減少し、ホイールマウスを「3ボタンマウス」と称すようになったため、入手などの際に従来型3ボタンマウスを指名することが難しくなった、ということが挙げられる。あくまでも「代用」であって、ドラッグ操作のしづらさや、前述のようにスイッチの耐久性の問題がある。

### ホイールの種類

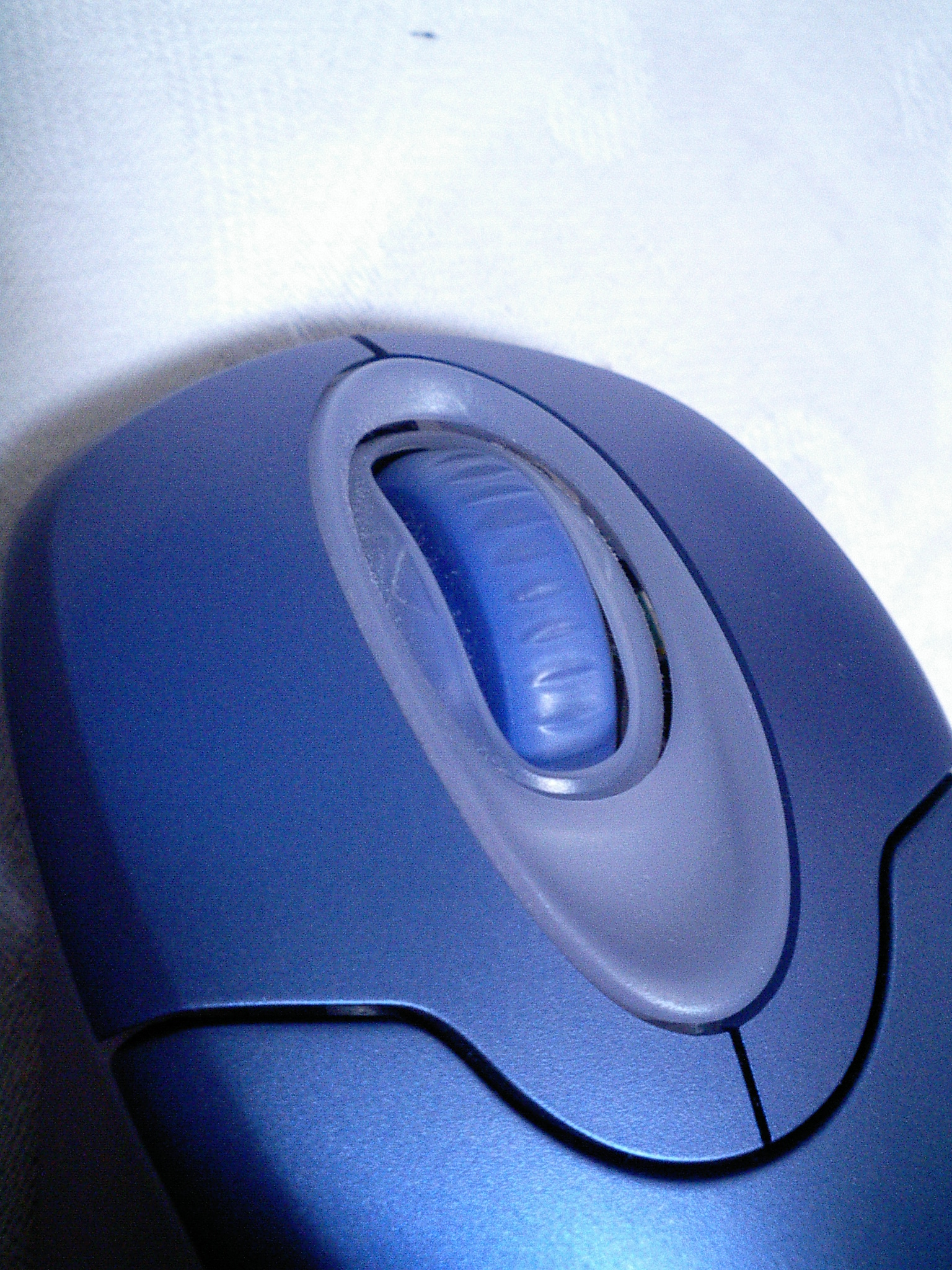
マイクロソフト製マウスのチルトホイール

回転型ホイール
文字通り車輪が埋め込まれており、回転量に応じた移動量が検出される。
シフト移動型
前後方向へのシフト移動を行うホイールでは、中心からのオフセット量に応じて回転速度をエミュレートする。

#### 横方向へのスクロールへの対応
- 縦方向と横方向のスクロールを別々のホイールで行うもの
  - A4Tech（英語版）のマウスでは、縦スクロールと横スクロールのために二つのホイールが付いているものがある。
- チルトホイール
  - マイクロソフトは2003年に従来の縦方向の回転に加えて横方向の角度によって操作できるチルトホイールを搭載したマウスを開発[10]、発売した。これは横スクロールが使用できる。現在ではロジクールをはじめ、他社からもチルトホイールを搭載したマウスが発売されている。
- トラックボール型
  - AppleのMighty Mouseでは、スクロールボールと呼ばれるトラックボール状のボールで45度単位の方向検出を行う。
  - トラックボールによる完全な2次元の方向検出を行えるものもある。マウス本体の移動と合わせれば、4軸の自由度をもつデバイスということができる。

### ホイールを持たずに同等の機能を持つもの
トラックパッドなどでは、ホイールの機構を持たずそのままではスクロール操作ができずに不便になってしまう。そこで、ホイールを持たずに同等の機能を提供するデバイスもある。
- AppleのMagic Mouse, Magic Mouse 2では二つの指で操作することで360度スクロールが可能になっている。
- IBM/レノボは、スクロールポイント・マウスという、ボタンによってホイールの機能を代替したマウスを販売している。現在は販売終了している初代スクロールポイントマウスでは、ホイール位置にトラックポイントが搭載されており、上下左右へのスクロールを可能としていた。
- かつて（2000年前後まで?）は、他社からもボタンやレバーによってホイールの機能を代替したマウスが販売されていた。そのボタンを前または後ろに押し続ける、もしくはレバーを前後に倒すと、ホイールを前または後ろに回転させたのと同じ操作とみなされる。
- タッチセンサーによりホイールを代替し、より高度な操作ができる製品が存在する（後述）。

## インタフェース
マイクロソフトが最初に製作したマウスは、専用基板でIBM-PC用にマイクロソフトから販売された。日本国内ではPC-9801用に専用基板（スロット１つ使用、マウス部分はコードやコネクタ含めてIBM-PC用と同じ）でNECから販売された。
一時期はRS-232Cへのインタフェースを内蔵したシリアルマウスが販売されていた。
その後のPC/AT互換機ではPS/2の販売以降はPS/2コネクタ、MacintoshではApple Desktop Bus (ADB) 端子が長く使われていたが、2000年代に緩やかにUSB接続に置き換わった。2015年現在、PS/2方式は安価なマイコンなどUSB機能を持たないような機器用や、特殊目的などでわずかに残っている。有線接続はコードの扱いがわずらわしいが、接続の確実性や、紛失や充電などの問題が無い、バッテリーを内蔵しないのでマウス自体が軽量という利点もあり広く使われている。
無線接続の場合はレシーバーをUSB端子に接続し、レシーバーとマウスを電波で通信するタイプが安価で主流である。Bluetooth接続の製品も、特にUSB端子の数やスペースの都合上ネットブックやタブレット端末向けに徐々に普及しつつある。無線マウスは電源として乾電池を必要とするか、充電池を内蔵する。

### ポーリングレート
ポーリングレートは高頻度化が進んでいる。PS/2接続のマウスにおいては40Hzが標準であり、PS2Rateなどのソフトウェアを使うことで200Hzまで上げることが可能であった。USB接続のマウスにおいては元々125Hzが多かったものの、240Hzのゲーミングモニターの普及と共に500Hzや1000Hzのゲーミングマウスも普及していき、更には4000Hzや8000Hz（Razer Viper 8KHzなど）のゲーミングマウスまで登場するようになった。

## 歴史

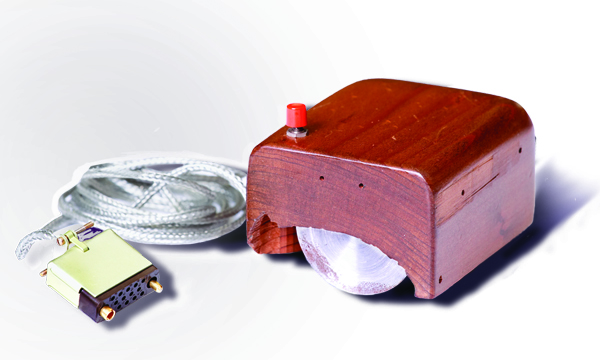
世界初のマウス試作品(1963年)。エンゲルバートのスケッチを元にビル・イングリッシュが設計した。

ダグラス・エンゲルバートが1960年代に開発し、1968年12月9日に、「すべてのデモの母」として知られるデモを実施したoN-Line System (NLS) で開発されたものが現在のマウスの始祖とされている。12月9日は「IT25・50」シンポジウム実行委員会によって、『マウスの誕生日』として記念日に制定されている。
マウスの特許は、雇用主のSRIが保有していたため、エンゲルバートはロイヤルティを受け取ることはなかった。この特許は、マウスがパーソナルコンピュータで広く使用されるようになる前に失効している。マウスの発明は、人間の知性を増強するというエンゲルバートのはるかに大きなプロジェクトのほんの一部にすぎなかった。
エンゲルバートによる原形はX軸とY軸それぞれの円板が床と接触するものであった。類似した装置としてはトラックボールが同様に1960年代には存在している。
50年後、カリフォルニア州マウンテンビュー市にあるコンピュータ歴史博物館で開催されたエンゲルバートの栄光を称えるシンポジウムにて、エンゲルバートの娘クリスティーナが「彼は、我々の時代が持つ唯一最大の実存的な課題は、問題をまとめて解決する能力の曲線を引き上げることだと考えた」と発言している。
エンゲルバートによるNLSのデモより2か月前の1968年10月に、西ドイツのテレフンケン社よりRollkugelsteuerung（「トラックボール・コントローラ」を意味するドイツ語）という名前のデバイスが、同社のSIG 100ビデオ端末用に発売された。これは、ボールとロータリーエンコーダを用いた最初のボールマウスであった。
前述のように、光学マウスは80年代初頭に考案・実用化されている。リチャード・リオンが考案したものはゼロックスのStarワークステーション用のマウスとして採用された。一方、キルシュはMouse Systems社を設立して同社からM1 Mouseを販売した他、サン・マイクロシステムズ社等に光学マウスをOEM供給した。

## 単位
マウスの移動距離の単位にミッキー (mickey) がある。ミッキーの定義は、「1ミッキー＝マウスの1/100インチ（0.254ミリメートル）分移動させた距離」であり、名前の由来は、ミッキーマウスからであるという説がある。
マウスの移動距離とマウスカーソルの移動距離の比を、ミッキー比といい、これは、グラフィカルユーザインタフェース (GUI) の操作におけるマウスの感度の指標となる。以前はミッキー比として、ミッキー/ドット比（マウス1ミッキーの移動に対しカーソルが何ドット移動するか）が使われていたが、現在は、DPI（マウス1インチの移動に対しカーソルが何ドット移動するか）が広く使われている。

## 主なメーカー
- マイクロソフト
- ペリックス：エルゴノミクス製品を中心に製造するドイツ企業
- ロジテック（日本では同名企業が存在するためロジクールブランドで展開）
- Apple
- エレコム（日本では業界トップシェア）
- サンワサプライ
- ナカバヤシ（Digio2ブランド）
- バッファロー
- Razer
- SteelSeries
- A4Tech（英語版）
- GIGABYTE

過去に製造、販売していた企業
- バッファローコクヨサプライ（旧アーベル）
- ロアス
- コクヨ

## 類似・代替デバイスとの関係

### ノートパソコン内蔵ポインティングデバイス
ノートパソコンにはタッチパッドやポインティング・スティックといったマウスを代替可能なデバイスがキーボードの付近に内蔵されている。慣れが必要でマウスほど快適な操作ができない場合が多いため、別途マウスを接続するユーザーは多い。標準でマウスが同梱されていることもある。ノートPCと一緒に持ち運ぶための小型・軽量マウスがモバイルマウスなどの名称で販売されている。

### キーボード
キーボードは最も一般的な入力ユーザーインタフェースだが、アプリケーションやOSには多くのキーボードショートカットが用いられ、マウスに手を伸ばさなくてもキーボードだけで作業が完結できる場合もある。またカーソルキーでマウスポインタを動かせたり、マウスボタン入力を矢印キーで再現できるユーティリティソフトウェアも存在する。

### ペンタブレット
製図・イラストなど精細な再現性が必要な作業に使用される。専門的なデバイスとみなされ、マウスほど大量には普及していない。

### タッチパネル
2010年前後に急速な普及を始めたスマートフォンやタブレット型コンピュータ等では、タッチパネルにより画面を直接タッチ操作するのが事実上の標準となった。
タッチパネルはマウスより直感性に優れた操作が可能である一方細かい操作は不得意であるため、タッチ対応ディスプレイを備えたパソコンでは、タッチとマウスのどちらでも操作が可能である。Windowsは次第にタッチ操作への対応を進め、特にWindows 8ではタッチ操作に最適化したModern UIを搭載したが、タッチパネルとマウスのUIの統合には無理が生じ、Windows 8.1ではオーソドックスなスタートメニューが復活している。
マウスにタッチパネルライクな操作性を融合する試みもある。AppleのMagic Mouseや、それに類似したマイクロソフトのTOUCH MOUSE、ロジクールのタッチマウス M600などの製品では、ボタンやホイールを排除して表面にタッチセンサーを搭載し、クリックなどのボタンの操作をエミュレートするだけでなく、スワイプなどのタッチ操作独特のジェスチャーも利用可能である。